# Beverly (Kansas)
Beverly è un comune degli Stati Uniti d'America, situato nello Stato del Kansas, nella contea di Lincoln.